# Tucetona subpectiniformis
Tucetona subpectiniformis is een tweekleppigensoort uit de familie van de Glycymerididae. De wetenschappelijke naam van de soort is voor het eerst geldig gepubliceerd in 1934 door Nomura & Zinbo.